# Paraleptophlebia falcula
Paraleptophlebia falcula är en dagsländeart som beskrevs av Jay R. Traver 1934. Paraleptophlebia falcula ingår i släktet Paraleptophlebia och familjen starrdagsländor. Inga underarter finns listade i Catalogue of Life.